# 稷山駅
稷山駅（チクサンえき）は、大韓民国忠清南道天安市西北区稷山邑にある、韓国鉄道公社（KORAIL）の駅。
乗り入れている路線は、線路名称上は京釜線であるが、当駅には電車線を走る京釜電鉄線（首都圏電鉄1号線）電車のみが停車する。駅番号は(P167)。

## 駅構造
島式ホーム2面4線を有する地上駅で橋上駅舎を持つ。外側2線に列車が停車し、内側2線は京釜線の列車が通過する。
出口は1番（駅東側）と2番（駅西側）の2ヶ所ある。

### のりば
| 1 | ●京釜電鉄線      | 斗井・天安・牙山・新昌方面       |
| 2 | 京釜線（通過線） | 下り列車の通過                   |
| 3 | 京釜線（通過線） | 上り列車の通過                   |
| 4 | ●京釜電鉄線      | 水原・九老・ソウル駅・清凉里方面 |

## 利用状況
近年の一日平均乗車人員推移は下記の通り。
| 路線        | 乗車人員 | 乗車人員 | 乗車人員 | 乗車人員 | 乗車人員 | 乗車人員 | 乗車人員 | 乗車人員 | 注 釈 |
| 路線        | 2005年   | 2006年   | 2007年   | 2008年   | 2009年   | 2010年   | 2011年   | 2012年   | 注 釈 |
| ----------- | -------- | -------- | -------- | -------- | -------- | -------- | -------- | -------- | ----- |
| ●京釜電鉄線 | 566      | 804      | 891      | 977      | 1093     | 1119     | 1117     | 1096     | [ 1 ] |

## 駅周辺
周辺は人家は少ない。北東のアパートが立ち並ぶ地区までは徒歩で30分程度かかる。
- 稷山邑事務所
- 天安市農業技術センター
- 天安市西北区庁
- 業城初等学校
- 稷山郵便局
- 天安西北警察署稷山派出所

## 歴史
- 1935年12月1日 - 配置簡易駅として営業開始[2]。
- 1969年2月21日 - 普通駅に昇格。[3]
- 1976年8月22日 - 三千里産業専用線敷設。
- 1986年12月24日 - 旧駅舎竣工。
- 1988年4月1日 - GSカルテックス専用線新設、使用開始。
- 2001年 - 現在の駅舎が竣工。
- 2005年1月20日 - 京釜電鉄線が延伸開業し、京釜線一般列車の旅客取り扱いを中止。
- 2009年7月20日 - 副駅名「忠南テクノパーク」（충남테크노파크）を追加。

## 隣の駅
韓国鉄道公社　
●京釜電鉄線　
A急行・B急行　
通過　
緩行　
成歓駅 (P166) - 稷山駅 (P167) - 斗井駅 (P168)　